# 232 î.Hr.

## Decese
- dată necunoscută: Așoka  (n. 304 î.Hr.)
- dată necunoscută: Cleanthes  (n. 331 î.Hr.)